# Mafia Mamma
Mafia Mamma és una pel·lícula de comèdia d'acció estatunidenca del 2023 dirigida per Catherine Hardwicke, a partir d'un guió de Michael J. Feldman i Debbie Jhoon, i basada en una història original d'Amanda Sthers. És protagonitzada per Toni Collette com una dona estatunidenca que viatja a Itàlia després de la mort del seu avi, de qui descobreix que era un cap de la màfia. També protagonitzen el film Monica Bellucci i Sophia Nomvete. S'ha doblat i subtitulat al català.
La preproducció va començar el 2021 amb el rodatge a Roma el maig del 2022. La pel·lícula es va estrenar als Estats Units el 14 d'abril de 2023 i va recaptar 7 milions de dòlars a tot el món.